# 卡胡卢伊机场
卡胡盧伊机场（英語：Kahului Airport）是美国夏威夷州第三大島毛伊岛的主要机场，位于卡胡盧伊以东。自1952年以来，它一直為當地提供客運和貨運服務。大多数飞往卡胡盧伊机场的航班都來自州府火奴鲁鲁的丹尼爾·K·井上國際機場；火奴鲁鲁-卡胡盧伊走廊是美国客运量最大的航线之一，2004年乘客人数为1,632,000人次，排名第13位。
卡胡盧伊機場的IATA机场代码OGG是為了向航空先驱波特曼·霍格（Bertram J. "Jimmy" Hogg）致敬，他是考艾岛本地人和航空先驱，曾为现在的夏威夷航空公司工作。